# Al-Zahir Ghazi
Al-Ẓāhir Ghāzī, o, più esattamente, al-Malik al-Ẓāhir Ghāzī, "Il sovrano manifesto combattente" (in arabo ﺍﻟﻤﻠﻚ ﺍﻟﻈﺎﻫﺮ ﻏﺎﺯﻱ‎?; 1172 – 8 ottobre 1216), fu governatore curdo di Aleppo dal 1186 al 1216.
Era il terzogenito maschio di Saladino e i territori assegnatigli dal padre includevano il settentrione siriano e una piccola porzione della Mesopotamia.
Nel 1186, quando al- aveva appena 15 anni, suo padre Saladino lo nominò governatore di Aleppo, Mosul e dei territori circonvicini che erano stati strappati recentemente agli Zengidi dopo la morte di Norandino.
Contemporaneamente Saladino nominò i suoi due fratelli maggiori, rispettivamente governatori di Siria (al-Afḍal) e d'Egitto (al-ʿAzīz ʿUthmān).  I territori ricevuti da al-Ẓāhir erano stati precedentemente sotto il controllo dello zio, fratello di Saladino, al-ʿĀdil Sayf al-Dīn (noto nelle cronache occidentali come Safedino) e questi, da zio affettuoso, si prese cura del nipote. In quanto terzogenito. quando ereditò le sue terre nel 1193 egli sarebbe stato obbligato a riconoscere la legittima sovranità del fratello maggiore, al-Afḍal, a Damasco.  Tuttavia non si comportò in tal modo e condusse i suoi affari in modo del tutto indipendente dai propri fratelli..
Nel 1193 per fronteggiare la rivolta dello Zengide ʿIzz al-Dīn a Mosul, invocò l'aiuto dello zio al-ʿĀdil, perché lo aiutasse con uomini e mezzi per stroncare l'insurrezione, cosa che fu rapidamente ottenuta. Nel 1194 al-Ẓāhir ottenne Latakia come parte di un accordo in base al quale egli riconosceva l'autorità di al-Afḍal. Tuttavia nel 1196 al-Afḍal aveva chiaramente mostrato tutta la sua incompetenza di governante e perduto il sostegno dello zio, al-ʿĀdil.  Al-Ẓāhir si unì allora al fratello al-ʿAzīz e allo zio al-ʿĀdil per deporre ed esiliare al-Afḍal. Nell'ottobre del 1197, visto che Amalrico di Lusignano aveva ripreso il porto di Beirut e che Boemondo III di Antiochia minacciava il porto di Latakia e di Jable, al-Ẓāhir procedette alla preventiva distruzione di questi porti.  Malgrado Boemondo avesse conquistato le due città portuali, esse non comportarono per lui grandi vantaggi ed egli presto se ne ritirò.  A quel punto al-Ẓāhir le rioccupò ed edificò nuovamente la fortezza a Latakia.
Nel governare Aleppo egli mantenne molti dei consiglieri del padre e nominò qui Baha al-Din ibn Shaddad qadi ("giudice"). Invitò l'eterodosso Shihāb al-Dīn al-Suhrawardī ad Aleppo, ma fu costretto a imprigionarlo nel 1191 su richiesta pressante degli ʿulamāʾ "ortodossi".
Quando al-ʿAzīz ʿUthmān morì in Egitto nel 1198 e gli succedette il figlio al-Mansur Nasir al-Din Muhammad, un ragazzo di 9 anni, i ministri di al-ʿAzīz, preoccupati delle intenzioni di al-ʿĀdil, richiamarono al-Afḍal dall'esilio perché assumesse le vesti di Reggente d'Egitto in nome del suo giovane nipote. Ai primi dell'anno successivo, mentre al-ʿĀdil si trovava a nord per reprimere un'insurrezione artuqide, al-Afḍal e al-Ẓāhir strinsero un'alleanza e ad essa si unì la maggior parte degli altri principi ayyubidi. Insieme assediarono Damasco, ma dal momento che essa oppose un'efficace resistenza, al-Ẓāhir, come gli altri principi ayyubidi, perse ogni interesse alla vicenda e ritirò le proprie truppe.  Al-ʿĀdil non gradì quanto accaduto e, dopo aver conquistato l'Egitto, tornò e ridusse i territori di al-Ẓāhir all'area attorno ad Aleppo, costringendolo a riconoscere la suprema autorità di al-ʿĀdil.  Durante l'ultimo decennio della sua vita, egli dovette scontrarsi a più riprese con i Crociati e inviò le sue truppe per sostenere gli altri principi ayyubidi sotto attacco.
Nel 1206, Re Leone di Cilicia sconfisse le forze di al-Ẓāhir nella battaglia di Amq, ma non fu in grado di assicurarsi alcun vantaggio permanente ai danni di Aleppo.  Nel 1207, i crociati francesi attaccarono e assediarono Homs e il suo Emiro, un principe ayyubide di nome Mujādid Shīrkūh II, chiese aiuto ad al-Ẓāhir, le cui truppe obbligarono a ritirarsi gli assedianti.
Di particolare importanza fu nel 1212 il matrimonio di al-Ẓāhir con Dayfa Khatun, sua cugina e figlia di al-ʿĀdil.  Ciò marcò la fine delle rivalità tra le due branche della famiglia ayyubide.
Prima della sua morte nel 1216, al-Ẓāhir nominò il suo giovane figliolo, al-'Aziz Muhammad (nato nel 1213), come suo successore.